# Rödgöl (Vena socken, Småland)
Rödgöl är en sjö i Hultsfreds kommun i Småland och ingår i Viråns huvudavrinningsområde.